# Agua Nueva, Veracruz
Agua Nueva är en ort i Mexiko.   Den ligger i kommunen Tempoal och delstaten Veracruz, i den sydöstra delen av landet, 240 km norr om huvudstaden Mexico City. Agua Nueva ligger 107 meter över havet och antalet invånare är 111.
Terrängen runt Agua Nueva är platt. Runt Agua Nueva är det ganska tätbefolkat, med 72 invånare per kvadratkilometer. Närmaste större samhälle är Tantoyuca, 19,9 km sydost om Agua Nueva. Omgivningarna runt Agua Nueva är en mosaik av jordbruksmark och naturlig växtlighet.